# Nek

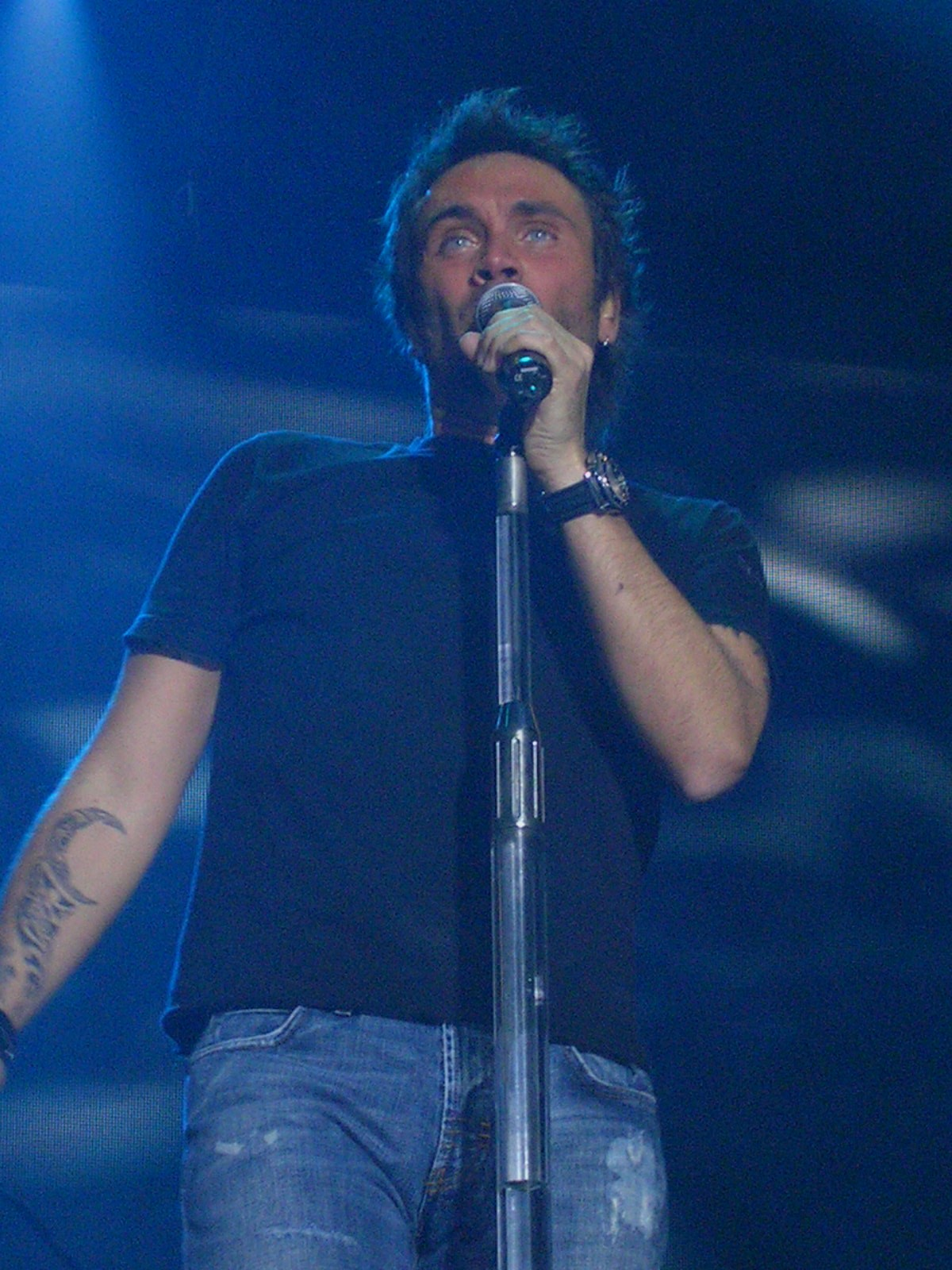
Nek (Filippo Neviani)

Filippo Neviani, även känd som Nek (född 6 januari, 1972) är en italiensk singer-songwriter. Bland hans hits märks Laura non c'è, eller Laura no está på spanska, som 1997 blev en stor hit i Europa och Latinamerika. Nek sjunger sina låtar på både italienska och spanska.

## Biografi
Nek föddes i Sassuolo, en liten stad i provinsen Modena (Emilia-Romagna). Han bor idag i Spanien med sin fru. År 1984 bildade han duon Winchester tillsammans med Gianluca Vaccari. De spelade mest på examensfester, födelsedagskalas och andra liknande tillställningar
År 1992 kom hans första soloalbum, men det dröjde till 1996 innan han blev känd internationellt. Han deltog i Sanremo med låten Laura Non C'é, han hade då deltagit tidigare 1993 med den kontroversiella låten In Te, med vilken han kom två. År 1997 kom hans första album på spanska, med titeln Nek. Den blev mycket populär i många latinamerikanska länder.
Nek gav ut samlingsalbumet (L'Anno Zero. The Best of Nek) 2003, med tre nya låtar.
Albumet Una parte di me kom 2005 och innehöll bland annat låten Lascia Che Io Sia (Para Ti Sería på spanska skivan). Året därpå (2006) kom albumet Nella Stanza 26. Följt av den spanska versionen En El Cuarto 26 i början av 2007, Denna gavs även ur i en så kallad "re-edición" innehållande en specialversion av Para ti sería där Nek sjunger duett med Raquel del Rosario från den spanska gruppen El Sueño de Morfeo.
År 2008 spelade Nek in en duett av Walking Away tillsammans med Craig David, som finns med på hans skiva Greatest Hits.
Den 30 januari 2009 gavs skivan Un'Altra Direzione ut. Det blev hans tionde album och innehåller förutom 12 nya låtar även Walking Away (med Craig David). Albumet innehåller också den föregående singeln La Voglia Che Non Vorrei som gavs ut 9 januari samma år. Den spanska versionen av albumet med titeln Nuevas Direcciones släpptes den 28 april.
Nek har turnerat med Carlos Baute på hans Directo en tus manos-turné där de sjöng duetten Nada se compara a tí (Inget mäter sig med dig) tillsammans. Han har också skrivit låten Fino all'Anima för den italienska sångerskan Silvia Olari.
Nek medverkar på Claudio Baglionis album Q.P.G.A (2009) där han spelar gitarr i låten Cosa non si fa (Vad gör man inte)

## Diskografi

### Album

#### Italienska album

##### Studioalbum
| År   | Titel                                                                           |
| ---- | ------------------------------------------------------------------------------- |
| 1992 | Nek - 1:a studioalbumet - Utgivet: 1992                                         |
| 1993 | In Te - 2:a studioalbumet - Utgivet: 1993                                       |
| 1994 | Calore Umano - 3:e studioalbumet - Utgivet: 27 september 1995                   |
| 1997 | Lei, Gli Amici E Tutto Il Resto - 4:e studioalbumet - Utgivet: 21 februari 1997 |
| 1998 | In Due - 5:e studioalbumet - Utgivet: 28 maj 1999                               |
| 2000 | La Vita È - 6:e studioalbumet - Utgivet: 2 juni 2000                            |
| 2002 | Le Cose Da Difendere - 7:e studioalbumet - Utgivet: 24 maj 2002                 |
| 2005 | Una Parte Di Me - 8:e studioalbumet - Utgivet: 13 maj 2005                      |
| 2006 | Nella Stanza 26 - 9:e studioalbumet - Utgivet: 1 januari 2007                   |
| 2009 | Un'Altra Direzione - 10:e studioalbumet - Utgivet: 30 januari 2009              |

##### Samlingsalbum
| År   | Titel                                                                         |
| ---- | ----------------------------------------------------------------------------- |
| 2003 | The Best Of Nek: L'Anno Zero - 1:a samlingsalbumet - Utgivet: 10 oktober 2003 |

#### Spanska album

##### Studioalbum
| År   | Titel                                                              |
| ---- | ------------------------------------------------------------------ |
| 1997 | Nek - 1:a studioalbumet - Utgivet: 1997                            |
| 1998 | Entre Tú Y Yo - 2:a studioalbumet - Utgivet: 15 september 1999     |
| 2000 | La Vida Es - 3:e studioalbumet - Utgivet: 11 juli 2000             |
| 2002 | Las Cosas Que Defenderé - 4:e studioalbumet - Utgivet: 28 maj 2002 |
| 2005 | Una Parte De Mí - 5:e studioalbumet - Utgivet: 7 juni 2005         |
| 2007 | En El Cuarto 26 - 6:e studioalbumet - Utgivet: 3 april 2007        |
| 2009 | Nuevas Direcciones - 7:e studioalbumet - Utgivet: 28 april 2009    |

##### Samlingsalbum
| År   | Titel                                                                      |
| ---- | -------------------------------------------------------------------------- |
| 2004 | Lo Mejor De Nek: El Año Cero - 1:a samlingsalbumet - Utgivet: 23 mars 2004 |
| 2006 | Esencial - 2:a samlingsalbumet - Släppt: 23 maj 2006                       |

### Singlar

#### Italienska singlar
- 1993 In Te
- 1993 Uomo Con Te
- 1994 Angeli Nel Ghetto
- 1994 Cuori In Tempesta
- 1995 Calore Umano
- 1997 Dimmi Cos'È
- 1997 Tu Sei, Tu Sai
- 1997 Vivere Senza Te
- 1997 Laura Non C'È
- 1997 Sei Grande
- 1999 Se Io Non Avessi Te
- 1999 Sto Con Te
- 1999 Se Una Regola C'È
- 1999 Con Un Ma E Con Un Se
- 2000 Ci Sei Tu
- 2000 Sul Treno
- 2000 La Vita È
- 2002 Sei Solo Tu (Featuring Laura Pausini)
- 2002 Parliamo Al Singolare
- 2002 Cielo E Terra
- 2002 Tutto Di Te
- 2003 Almeno Stavolta
- 2003 L'Anno Zero
- 2005 Lascia Che Io Sia...
- 2005 Contromano
- 2006 L'Inquietudine
- 2006 Instabile
- 2007 Notte Di Febbraio
- 2007 Nella Stanza 26
- 2008 Walking Away (Craig David Featuring Nek)
- 2009 La Voglia Che Non Vorrei
- 2009 Se Non Ami
- 2009 Semplici Emozioni

#### Spanska singlar
- 1997 Laura No Está
- 2000 La Vida Es
- 2002 Tan Solo Tú (Featuring Laura Pausini)
- 2002 Hablemos En Pasado
- 2002 Cielo Y Tierra
- 2004 Al Menos Ahora
- 2004 El Año Cero
- 2005 A Contramano
- 2005 Para Ti Sería...
- 2006 La Inquietud
- 2007 En El Cuarto 26
- 2008 Chocar (med El Sueño de Morfeo)
- 2009 Deseo que ya no puede ser